# 소련군 계급 및 표장
소련군의 계급은 종래 러시아 제국에서 사용되던 관등제를 폐지하고 만들어진 것으로, 서방쪽 군대와 차이가 상당하다. 서방의 상급대장이 대장과 원수 사이의 4성장군임에 비해 소련의 상장은 중장과 대장 사이의 3성장군이고, 4성장군의 경우 "대장"과 "원수"가 동격이다. 서방의 원수에 해당하는 5성장군 계급은 소비에트 연방원수라는 특별한 이름으로 따로 존재한다. 또한 계급 명칭이 해군과 육군이 다름은 물론 육군 내에서도 병과에 따라 달라진다.
대체로 서방이 (준-)소-중-대(-상) 체계라면 소련은 소-중-상-대라고 할 수 있다.

## 비교표
| 범주       | 보병, 교육기관, 민병, 내무군, 민방위군 | 공군, 방공군, 우주군, 포병, 전차병, 기갑병, 공수군, 공병, 통신병, 의무병, 군악대, 군법무관, 기타 특수병과 | 해군 |
| ---------- | --- | --- | --- |
| 최고사령관 | 소비에트 연방대원수(Генерали́ссимус Сове́тского Сою́за) 이오시프 스탈린이 유일하게 대원수로 추대되었으나 스탈린이 공식적으로 받아들이지 않았다. | 소비에트 연방대원수(Генерали́ссимус Сове́тского Сою́за) 이오시프 스탈린이 유일하게 대원수로 추대되었으나 스탈린이 공식적으로 받아들이지 않았다.                                                                  | 소비에트 연방대원수(Генерали́ссимус Сове́тского Сою́за) 이오시프 스탈린이 유일하게 대원수로 추대되었으나 스탈린이 공식적으로 받아들이지 않았다. |
| 장관       | 소비에트 연방원수 (Ма́ршал Совéтского Сою́за)                                                                                                  | 소비에트 연방원수 (Ма́ршал Совéтского Сою́за) | 소비에트 연방함대사령관 (Адмира́л Фло́та Совéтского Сою́за)                                                                                     |
| 장관       | 육군대장(Генера́л а́рмии) (1974년 이후 견장) 육군대장(Генера́л а́рмии) 1974년 이전 견장                                                          | 항공상원수(Гла́вный Ма́ршал Авиа́ции) 포병상원수(Гла́вный Ма́ршал Aртилерии) 전차병상원수(Гла́вный Ма́ршал Бронетанковых Войск) 공병상원수(Гла́вный Ма́ршал Инженерных Войск) 통신병상원수(Гла́вный Ма́ршал Войск Связи) | 함대사령관(адмира́л фло́та) 1962년–1994년 견장 함대사령관(адмира́л фло́та) 1943년–1955년 견장                                                    |
| 장관       | 육군대장(Генера́л а́рмии) (1974년 이후 견장) 육군대장(Генера́л а́рмии) 1974년 이전 견장                                                          | 항공원수(Ма́ршал Авиа́ции) 포병원수(Ма́ршал Aртилерии) 전차병원수(Ма́ршал Бронетанковых Войск) 공병원수(Ма́ршал Инженерных Войск) 통신병원수(Ма́ршал Войск Связи)                                                   | 함대사령관(адмира́л фло́та) 1962년–1994년 견장 함대사령관(адмира́л фло́та) 1943년–1955년 견장                                                    |
| 장관       | 상장 (генера́л-полко́вник) | 항공상장(генера́л-полко́вник авиа́ции) 병과상장(генера́л-полко́вник ро́да во́йск) | 제독 (адмира́л) |
| 장관       | 중장 (генера́л-лейтена́нт) | 항공중장(генера́л-лейтена́нт авиа́ции) 병과중장генера́л-лейтена́нт ро́да во́йск) | 부제독 (ви́це-адмира́л) |
| 장관       | 소장 (генера́л-майо́р) | 항공소장(генера́л-майо́р авиа́ции) 병과소장(генера́л-майо́р ро́да во́йск) | 후방제독 (ко́нтр-адмира́л) |
| 영관       | 대령 (полко́вник) | 항공대령(полко́вник авиа́ции) 병과대령(полко́вник ро́да во́йск) | 1등함장(대령) (капита́н 1-го ра́нга) |
| 영관       | 중령 (подполко́вник) | 항공중령(подполко́вник авиа́ции) 병과중령(подполко́вник ро́да во́йск) | 2등함장(중령) (капита́н 2-го р́анга) |
| 영관       | 소령 (майо́р) | 항공소령(майо́р авиа́ции) 병과소령(майо́р ро́да во́йск) | 3등함장(소령) (капита́н 3-го р́анга) |
| 위관       | 대위 (капита́н) | 항공대위(капита́н авиа́ции) 병과대위(капита́н ро́да во́йск) | 대위 (капита́н-лейтена́нт) |
| 위관       | 상위 (ста́рший лейтена́нт) | 항공상위(ста́рший лейтена́нт авиа́ции) 병과상위(ста́рший лейтена́нт ро́да во́йск) | 상위 (старший лейтенант) |
| 위관       | 중위(лейтена́нт) | 항공중위(лейтена́нт авиа́ции) 병과중위(лейтена́нт ро́да во́йск) | 중위 (лейтена́нт) |
| 위관       | 소위 (мла́дший лейтена́нт) | 항공소위(мла́дший лейтена́нт авиа́ции) 병과소위(мла́дший лейтена́нт ро́да во́йск) | 소위 (мла́дший лейтена́нт) |
| 준사관     | 선임준위 (ста́рший пра́порщик) 1980년 이후 견장                                                                                                | 항공선임준위(ста́рший пра́порщик авиа́ции) 병과선임준위(ста́рший пра́порщик ро́да во́йск) 모두 1980년 이후 견장 | 선임병조장 (ста́рший ми́чман) 1980년 이후 견장                                                                                                 |
| 준사관     | 준위 (пра́порщик) 1972년 이후 견장 | 항공준위(пра́порщик авиа́ции) 병과준위(пра́порщик ро́да во́йск) 모두 1972년 이후 견장 | 병조장 (ми́чман) 1972년 이후 견장 |
| 부사관     | 원사(старшина́) (1963년 이후 견장) 원사(старшина́) (1963년 이전 견장)                                                                          | 항공원사(старшина́ авиа́ции) 병과원사(старшина́ ро́да во́йск) 모두 1963년 이전 견장 | 수석함상부사관 (гла́вный корабе́льный старшина́) (1952년 이후 견장) 수석함상부사관 (гла́вный корабе́льный старшина́) (1952년 이전 견장)            |
| 부사관     | 상사 (ста́рший сержа́нт) | 항공상사(ста́рший сержа́нт авиа́ции) 병과상사(ста́рший сержа́нт ро́да во́йск) | 수석부사관 (гла́вный старшина́) |
| 부사관     | 중사 (сержа́нт) | 항공중사(сержа́нт авиа́ции) 병과중사(сержа́нт ро́да во́йск) | 1등부사관 (старшина́ 1-й статьи́) |
| 부사관     | 하사 (мла́дший сержа́нт) | 항공하사(мла́дший сержа́нт авиа́ции) 병과하사(мла́дший сержа́нт ро́да во́йск) | 2등부사관 (старшина́ 2-й статьи́) |
| 병         | 병장 (ефре́йтор) | 항공병장(ефре́йтор авиа́ции) 병과병장(ефре́йтор ро́да во́йск) | 수병장 (ста́рший матро́с) 선원장 (ста́рший моря́к)                                                                                               |
| 병         | 병 (рядово́й) 전사 (солдáт) | 항공병 (рядово́й авиа́ции) 병과병 (рядово́й ро́да во́йск) | 수병 (матро́с) 선원 (моря́к) |

## 병과색
1919년에서 1922년 사이 금장에 사용된 병과색은 다음과 같다.
- 선홍색: 보병
- 청색: 기병
- 귤색: 포병
- 흑색: 공병
- 하늘색: 공군
- 녹색: 국경경비대

1922년에서 1923년 사이에 사용된 병과색은 금장 본체, 금장 테두리, 금장에 수놓아진 숫자 및 문자, 바짓단 선 총 4개 색상으로 이루어져 있었다.
- 보병:             금장 본체 선홍색, 금장 테두리 흑색, 숫자 및 문자 금색, 바짓단 선홍색
- 기병:             금장 본체 청색, 금장 테두리 흑색, 숫자 및 문자 금색, 바짓단 청색
- 포병:             금장 본체 흑색, 금장 테두리 적색, 숫자 및 문자 금색, 바짓단 적색
- 공군:             금장 본체 하늘색, 금장 테두리 흑색, 숫자 및 문자 금색, 바짓단 하늘색
- 전차:             금장 본체 적색, 금장 테두리 흑색, 숫자 및 문자 황색, 바짓단 적색
- 공병:             금장 본체 흑색, 금장 테두리 적색, 숫자 및 문자 은색, 바짓단 적색
- 통신:             금장 본체 흑색, 금장 테두리 황색, 숫자 및 문자 은색, 바짓단 황색

1924년에서 1934년 사이에 사용된 병과색은 금장 본체와 금장 테두리의 2개 색상으로 이루어져 있었다.
- 선홍색에 흑색 테두리: 보병
- 청색에 흑색 테두리: 기병
- 흑색에 적색 테두리: 포병, 전차병
- 하늘색에 흑색 테두리: 공군
- 색에 청색 테두리: 기술병과(통신, 공병, 화학, 도로건설, 배관, 축성, 지형 등)
- 암녹색에 진홍색 테두리: 의무병 및 수의과, 행정병, 군법무관

1935년에서 1942년 사이에 사용된 병과색은 금장 본체와 금장 테두리의 2개 색상으로 이루어져 있었다.
- 선홍색에 흑색 테두리: 보병
- 청색에 흑색 테두리: 기병
- 흑색에 진홍색 테두리: 포병
- 녹용색에 진홍색 테두리: 전차병
- 하늘색에 검은 테두리: 공군
- 흑색에 청색 테두리: 기술병과
- 흑색에 흑색 테두리: 화학병
- 암녹색에 진홍색 테두리: 의무병 및 수의과, 행정병

1943년에서 1955년 사이에 사용된 병과색은 견장 본체와 견장 테두리의 2개 색상으로 이루어져 있었다.
- 선홍색에 흑색 테두리: 보병, 차량화보병, 기계화보병
- 청색에 흑색 테두리: 기병
- 흑색에 진홍색 테두리: 포병, 전차병
- 하늘색에 흑색 테두리: 공군, 공수군, 항공기술병과
- 흑색에 흑색 테두리: 기술병과
- 암녹색에 진홍색 테두리: 의무병 및 수의과

1955년 12월에서 1970년 사이에 병과색은 다음과 같이 바뀐다.
- 선홍색: 보병, 차량화보병, 기계화보병, 공수군
- 흑색: 포병, 전차병, 기술병과
- 하늘색: 공군
- 암녹색: 의무병 및 수의과
- 적색: 간부 (전 병과 공통)

1970년에서 1991년 사이 병과색은 다음과 같다.
- 적색: 보병, 교육
- 하늘색: 공군, 공수군, 항공기술병과
- 흑색: 포병, 전차병, 기술병과, 해군

장성들의 견장의 별은 은색이었다가 1956년 3월 이후로 금색으로 바뀌었다.

## 문자부호

다음은 1972년 이후로 견장에 표시되던 문자이다.
- ВВ (Внутренние войска 브누트레니에 보이스카[*]) - 내무군
- К (Курсант 쿠르산트[*]) - 간부후보생
- ГБ (Государственная безопастность 고수다르스트벤노이 베조파스노스티[*]) - 국가보안위원회
- ПВ (Пограничные войска 포그라니츠녜 보이스카[*]) - 국경군
- СА (Советская Армия 소비에트스카야 아르미야[*]) - 소비에트 육군
- ВС (Вооружённые Силы 보오루제니에 실리[*]) - 군 (소련 말기에서 현 러시아까지 사용되는 용어)
- СШ (специальная школа 스페치알나야 쉬콜라[*]) - 특수교육
- Ф (Флот 플로트[*]) - 해군
  - СФ (Северный флот 세베르니 플로트[*] - 북방함대
  - ЧФ (Черноморский флот 체르노모르스키 플로트[*]) - 흑해함대
  - БФ (Балтийский флот 발티스키 플로트[*]) - 발트 함대
  - ТФ (Тихоокеанский флот 티호케안스키 플로트[*]) - 태평양 함대
- СВУ (Суворовец 수보로베츠[*]) - 수보로프 학교 생도, 즉 육군 간부후보생
- ВМУ (Военно-музыкальное Училище 보옌노무지칼노예 우칠리쉬체[*]) - 군악대
- H (Нахимовец 나히모베츠[*]) - 나히모프 학교 생도, 즉 해군 간부후보생